# Дейтона-Бич
Дейто́на-Бич (англ. Daytona Beach) — город в округе Волуша, штата Флорида, США. По данным 2008 года, население города составляет 64 211 человек.
Дейтона-Бич круглогодично является курортной зоной, с большими группами приезжих, приезжающих в город для проведения различных мероприятий, в первую очередь на Speedweeks, проходящую в начале февраля, когда более 200 000 поклонников NASCAR съезжаются для участия в открытии сезона Daytona 500. Другие мероприятия включают гонки в июле, в начале марта, в конце октября, и в январе.

## История
В области, где сегодня стоит Дейтона-Бич, когда-то в укрепленных (как правило обнесённых частоколом) деревнях жили коренные народы Америки. Тимукуа был почти уничтожен в результате войны с европейцами в XVIII веке. Здесь жили семинолы, потомки индейцев Крики.

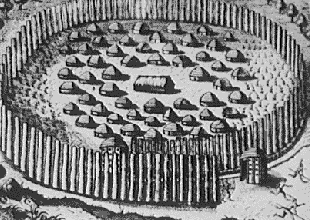
Деревня Тимукуа

Во времена британской Флориды, между 1763—1783 годами, Королевская дорога (англ. King's Road) прошла через сегодняшний Дейтона-Бич. Дорога простирается от Сант-Августина, столицы Восточной Флориды, на экспериментальной колонии Эндрю Тернбулл до Нью-Смерна-Бич. В 1804 году Сэмюэль Уильямс получил землю от испанской короны. Вскоре территория стала американской.
В 1871 году Матиас Дэй-младший, из Мэнсфилда, штат Огайо, приобрел 2 144,5 акров бывшей земли Уильямса, на западном берегу местной реки. Он построил отель, вокруг которого и возник город. В 1872 году из-за финансовых неприятностей он потерял право собственности на свою землю, жители решили назвать город в честь Дэйя как его основателя.
Широкий пляж Дэйтона привлёк любителей авто- и мотогонок. С 1902 года здесь проводились всевозможные испытания[чего?].
В 1953 году город был награждён премией «All-America City Award» (с англ. — «Всеамериканский город») присуждаемой Национальной гражданской лигой, которую неофициально называют «Нобелевской премией за конструктивное гражданство» и которая выдается за активную гражданскую позицию жителей некорпоративных сообществ Соединённых Штатов в жизни местного самоуправления. 

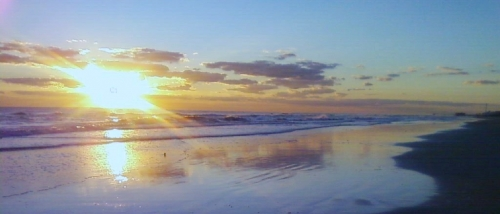
Дейтона-Бич на рассвете, вид на юг

## География и климат
Город имеет общую площадь 168,17 км2. Где 152 км2 — это суша, а 16 км2(9,6 %) — акватория
Город Дейтона-Бич разделен на две части лагуной реки. Основные магистрали города — I-4(с востока на запад) и I-95(с севера на юг), пересекающиеся в окрестностях города.
В Дейтона-Бич влажный субтропический климат, характерный для юго-восточных Соединенных Штатов. Лето жаркое и влажное, зима сухая и мягкая. Снегопад встречается крайне редко. Весной теплый день, прохладный вечер, и низкая влажность. Пляж привлекает туристов обычно к началу марта.
Несмотря на теплый климат, здесь были заморозки. Холодная погода была настолько серьёзной, что такие культуры, как апельсиновые деревья не выдержали холода и несколько владельцев в результате отказались от этих плантаций.
| Показатель                    | Янв. | Фев. | Март | Апр. | Май  | Июнь | Июль | Авг. | Сен. | Окт. | Нояб. | Дек. |
| ----------------------------- | ---- | ---- | ---- | ---- | ---- | ---- | ---- | ---- | ---- | ---- | ----- | ---- |
| Абсолютный максимум, °C       | 30,5 | 31,6 | 33,3 | 35,5 | 37,7 | 38,8 | 38,8 | 37,7 | 37,2 | 35   | 31,6  | 31,1 |
| Средний суточный максимум, °C | 20,9 | 21,7 | 24,2 | 26,5 | 29,4 | 31,5 | 32,7 | 32,2 | 31,0 | 28,1 | 24,9  | 21,8 |
| Средний суточный минимум, °C  | 8,3  | 9,3  | 12,0 | 14,4 | 18,0 | 21,4 | 22,4 | 22,6 | 22,1 | 18,5 | 13,8  | 10,0 |
| Абсолютный минимум, °C        | −9,4 | −4,4 | −3,3 | 1,6  | 6,6  | 11,1 | 15,5 | 18,3 | 11,1 | 5    | −2,7  | −7,2 |
| Источник:                     |      |      |      |      |      |      |      |      |      |      |       |      |

## Города-побратимы
Байонна, Франция

## Галерея

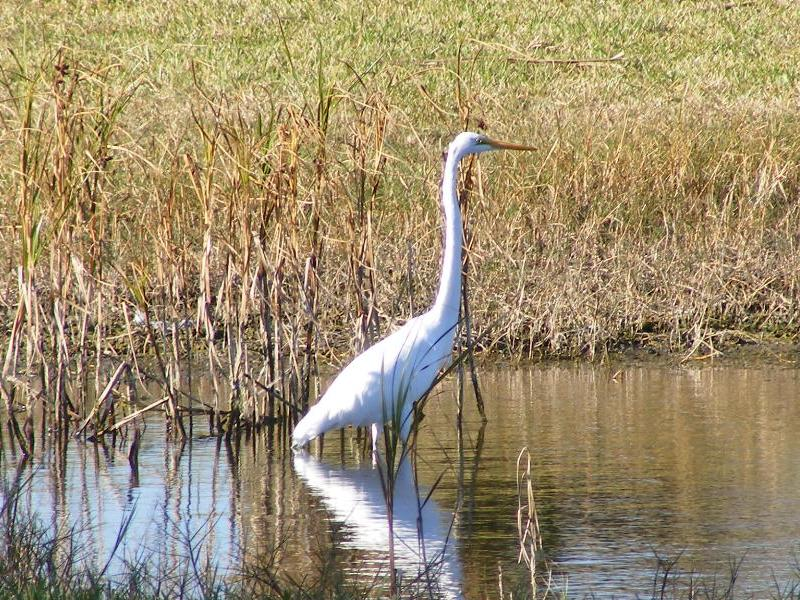
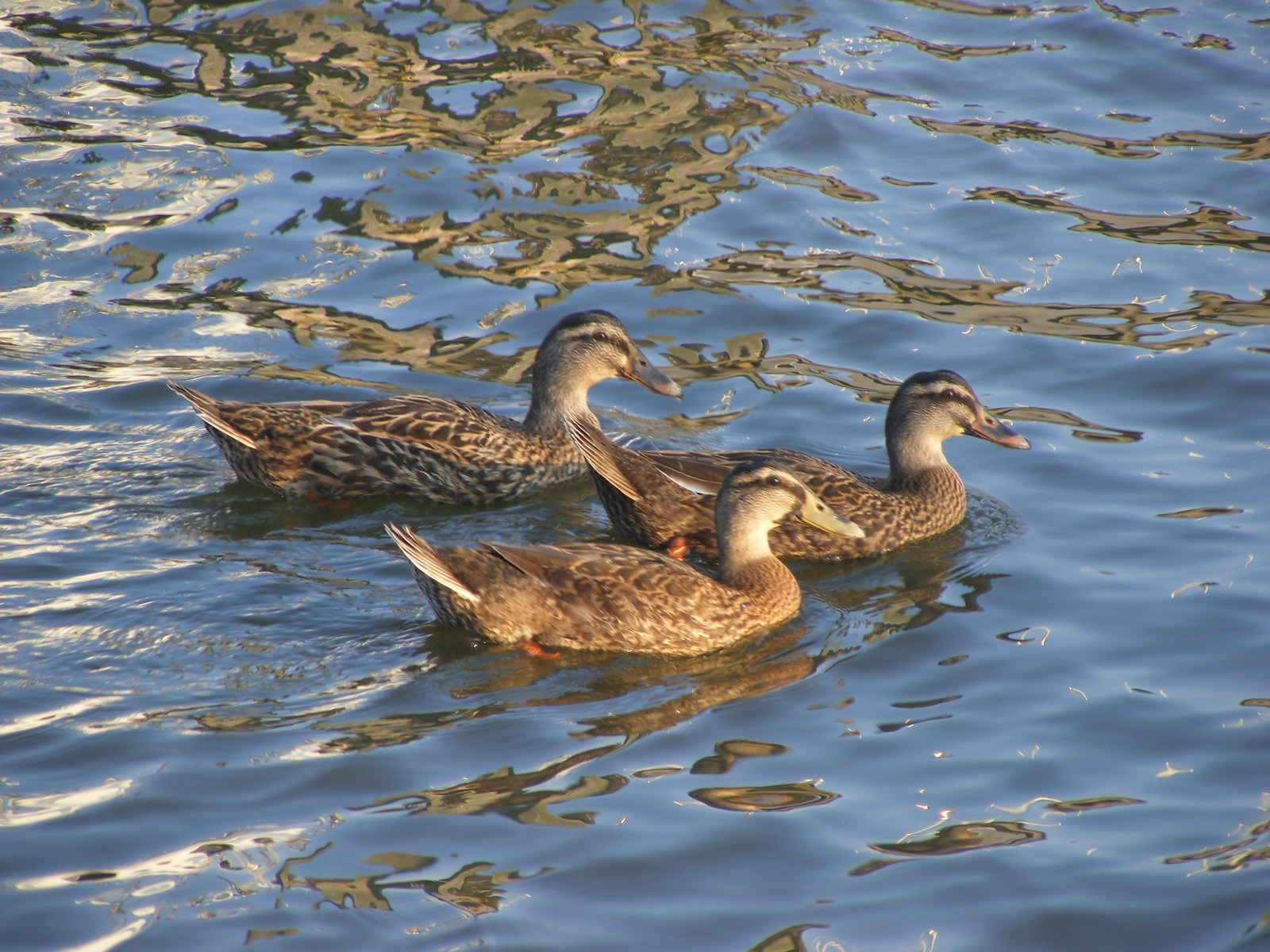
Кряква
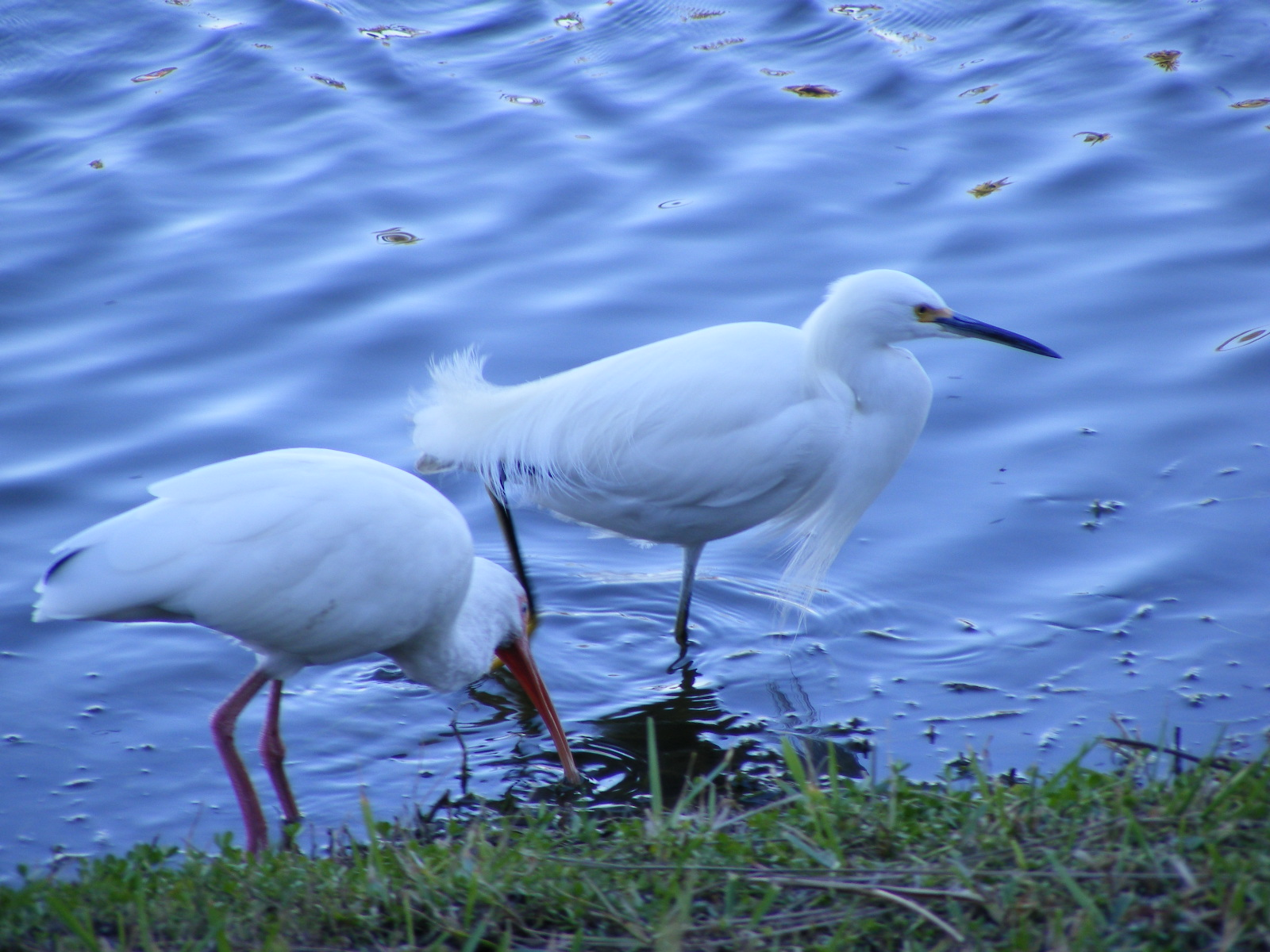
Белый Ибис
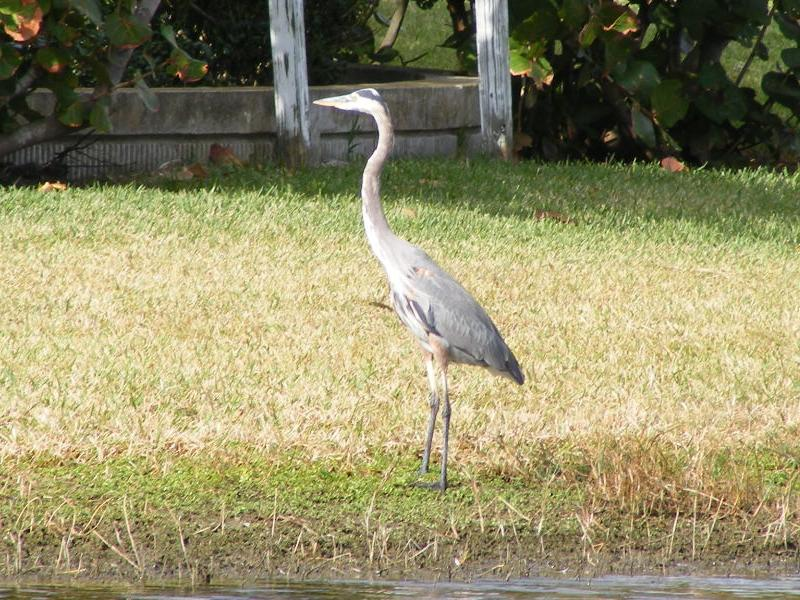
Большая голубая цапля
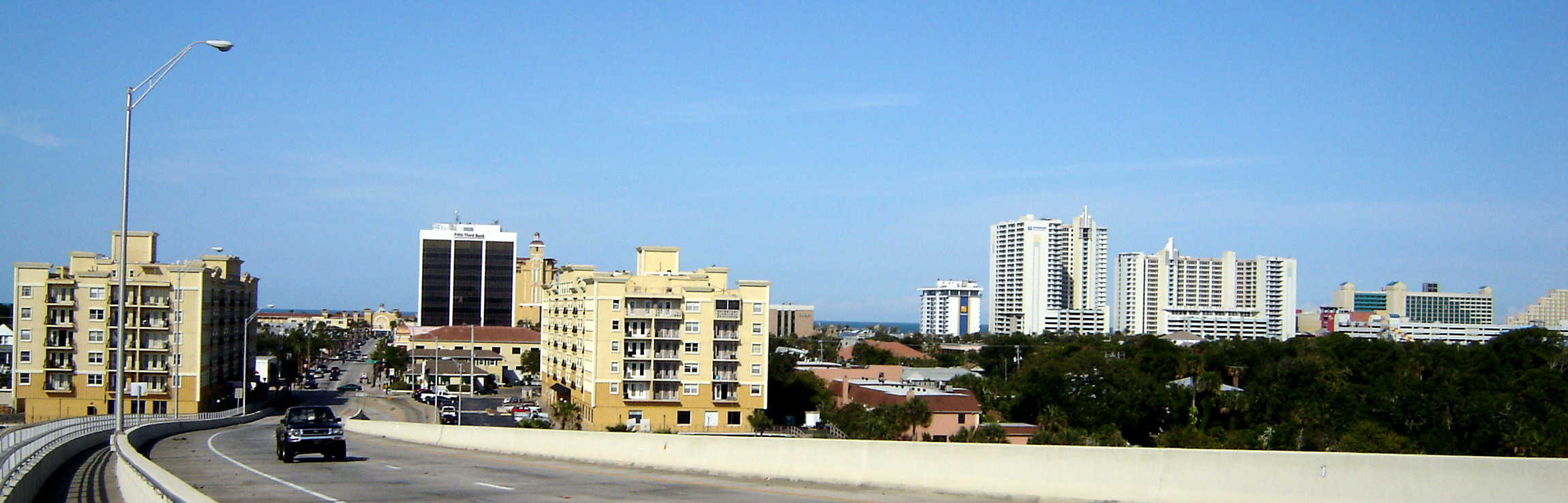
Улица в Дейтон-бич
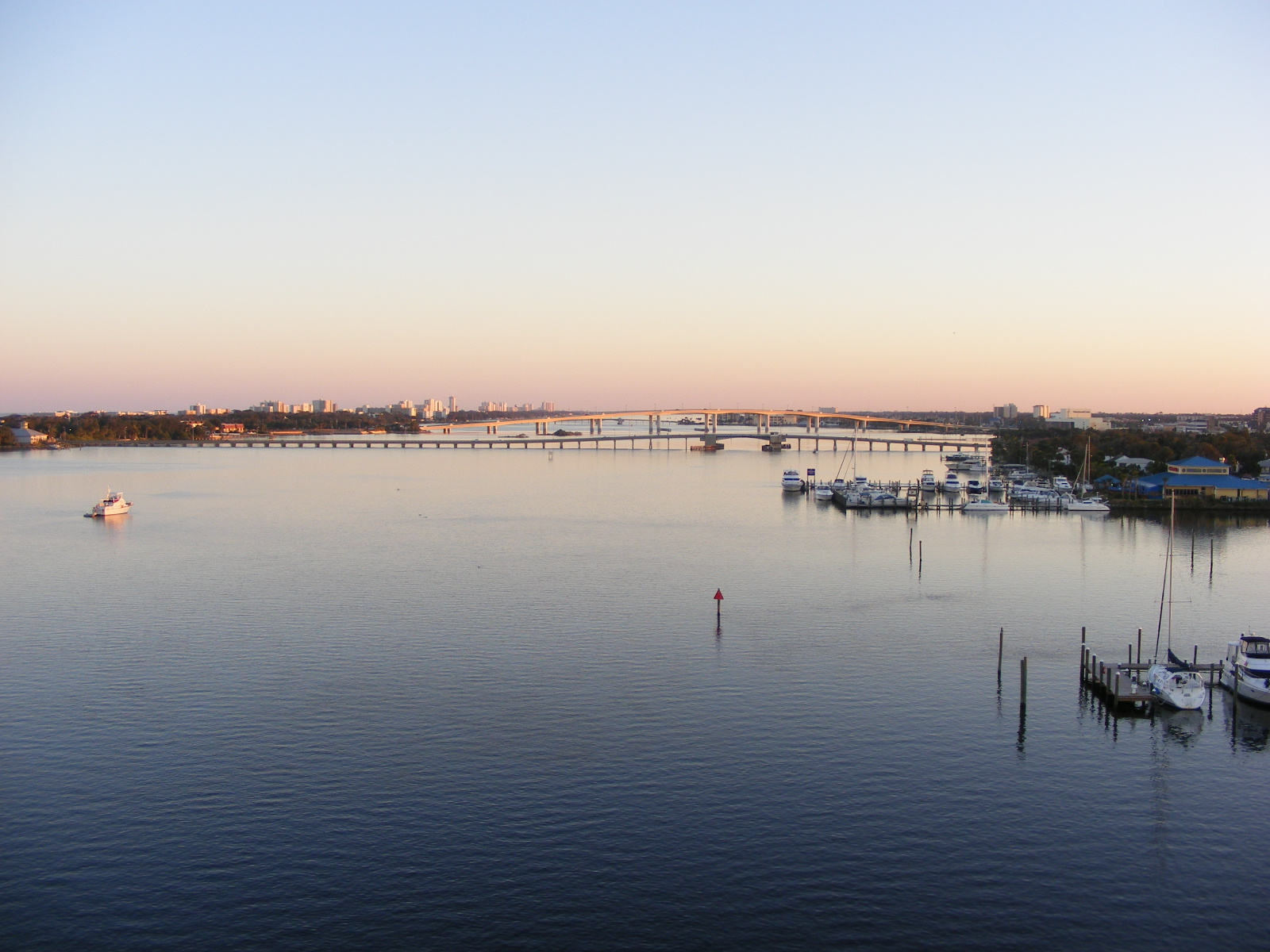
Побережье города
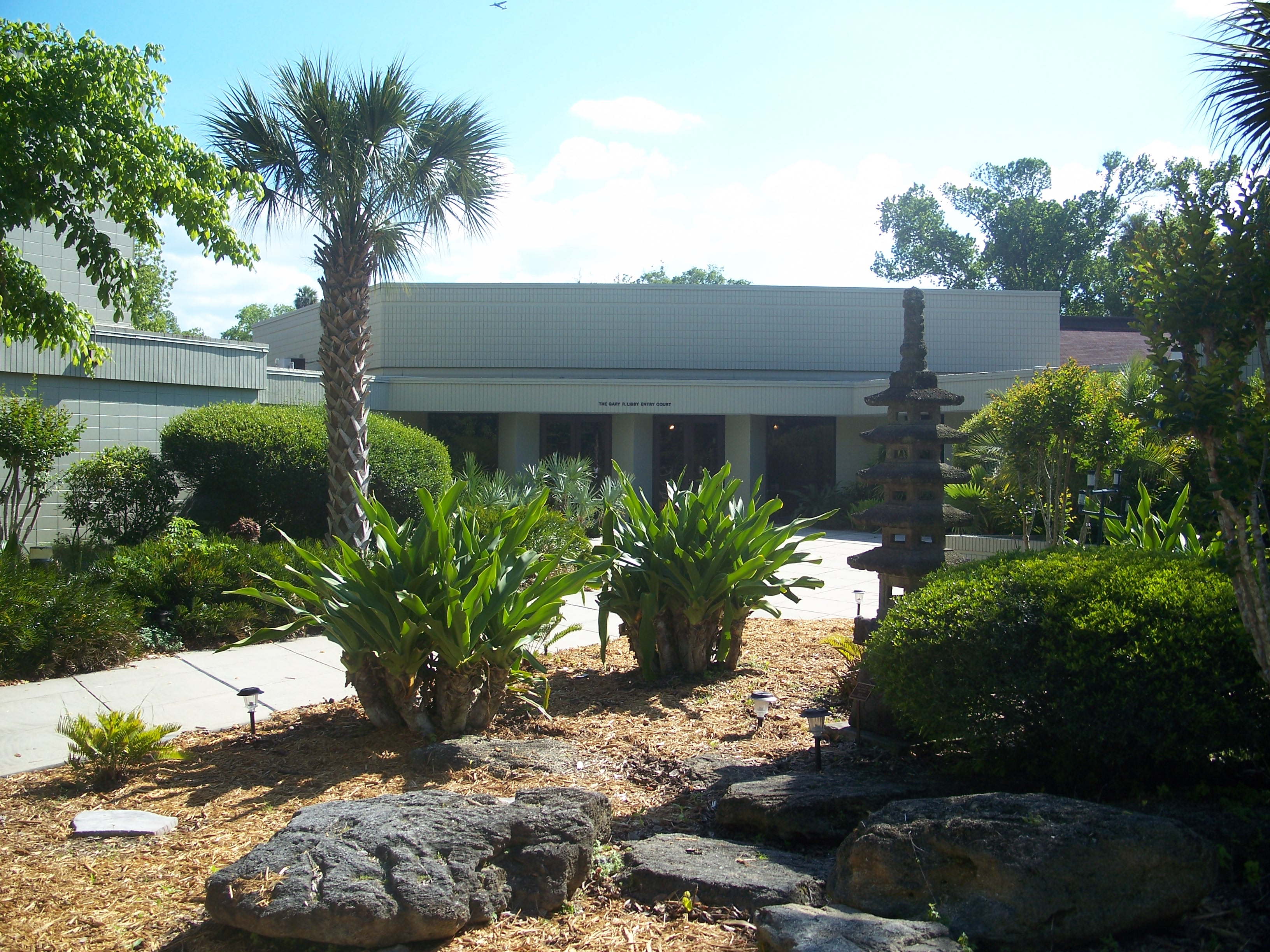
Музей искусств и наук
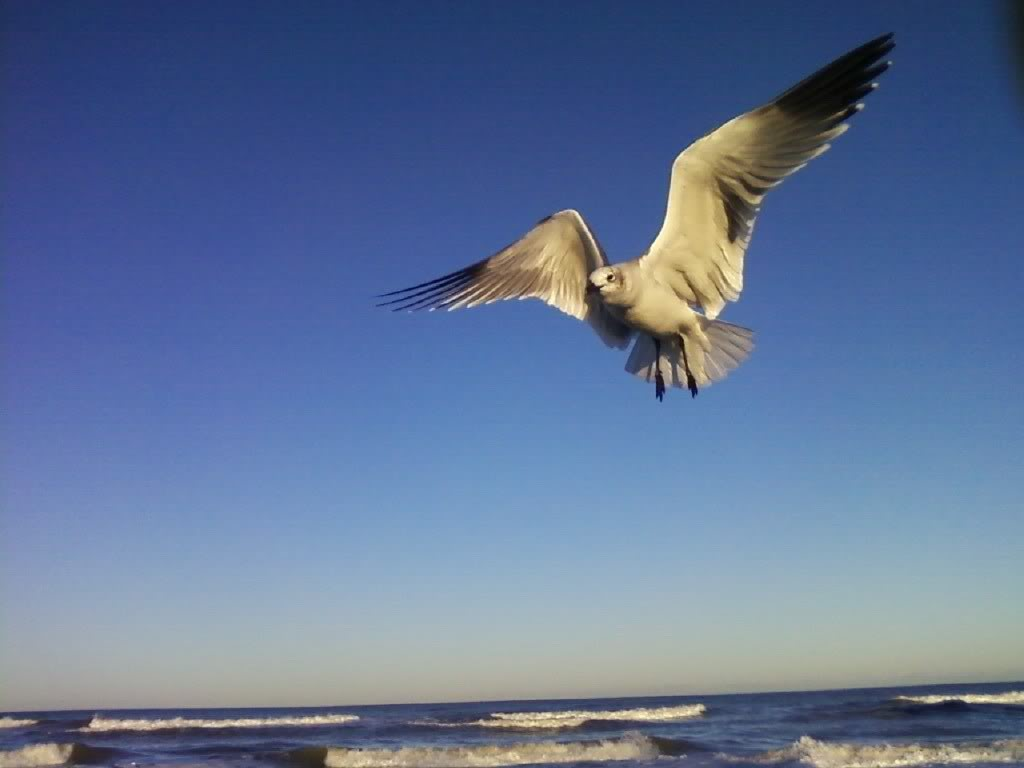
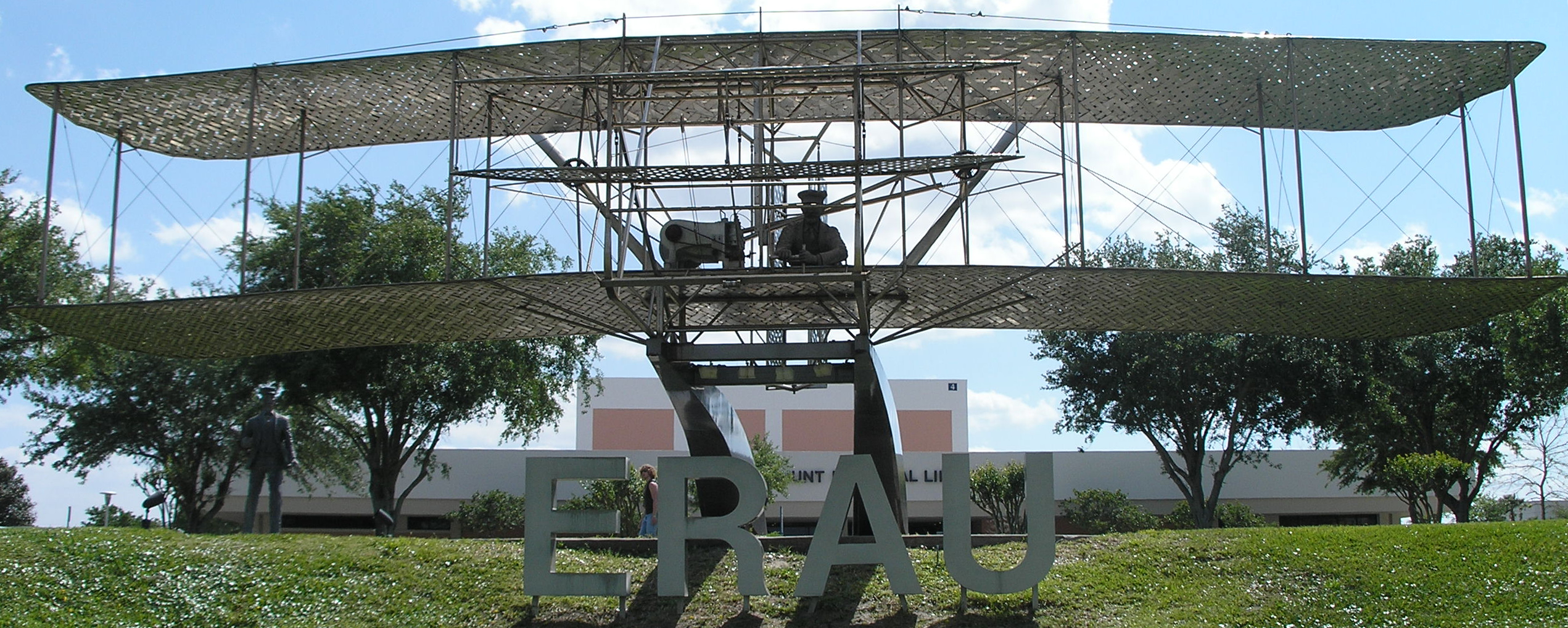
Статуя самолёта братьев Райт при авиационном университете
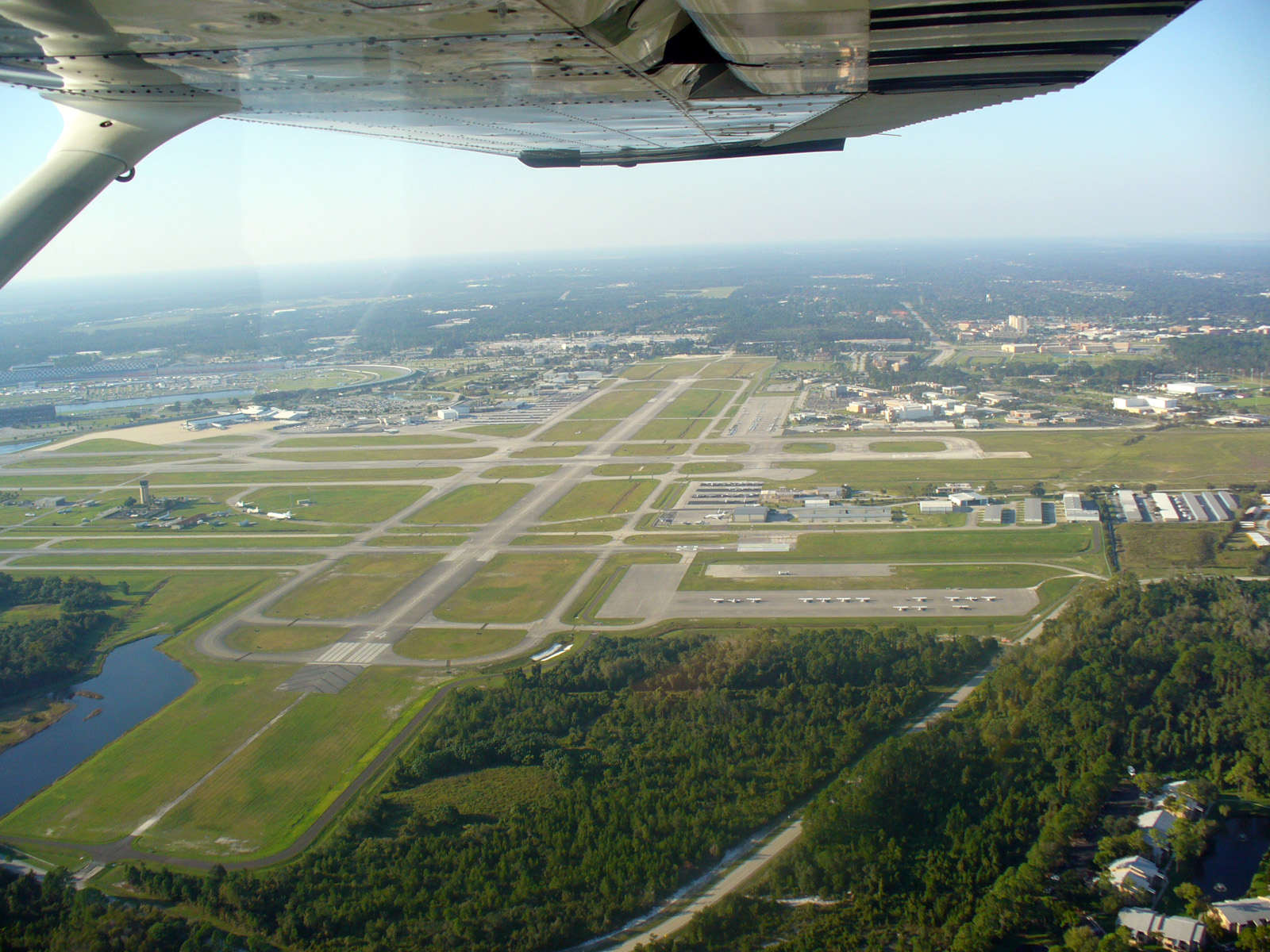
Вид с воздуха на международный аэропорт Дейтона-Бич и Дайтона Интернешнал спидвей (слева вверху)
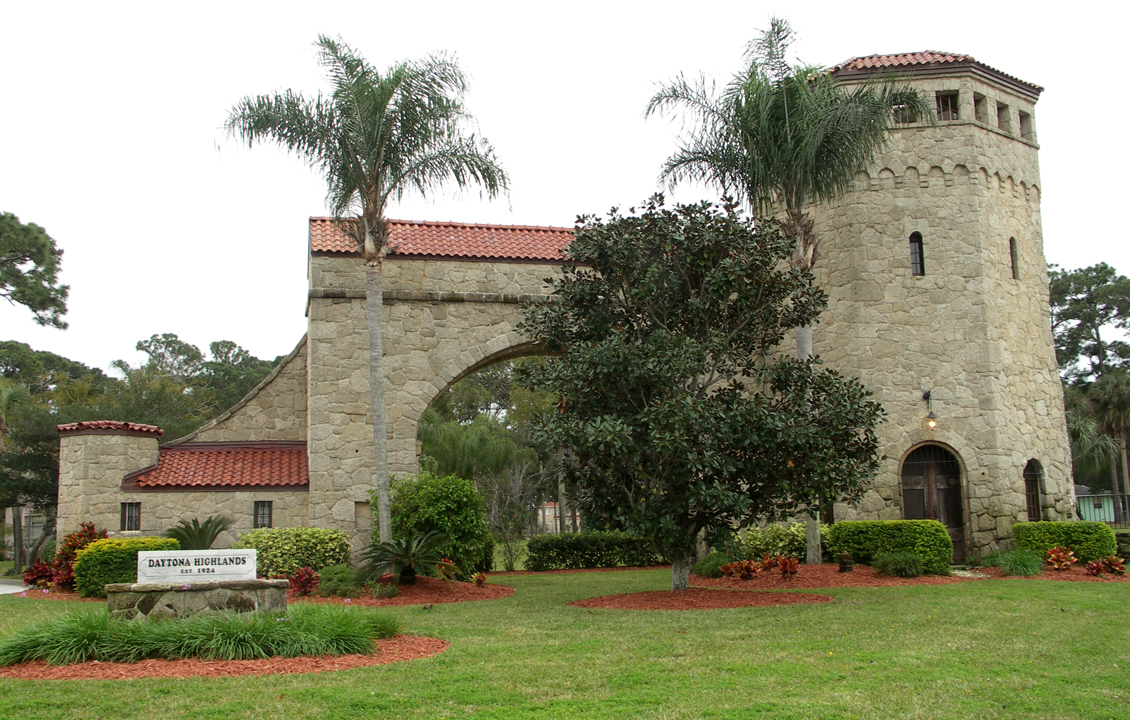
Башня Таррагона
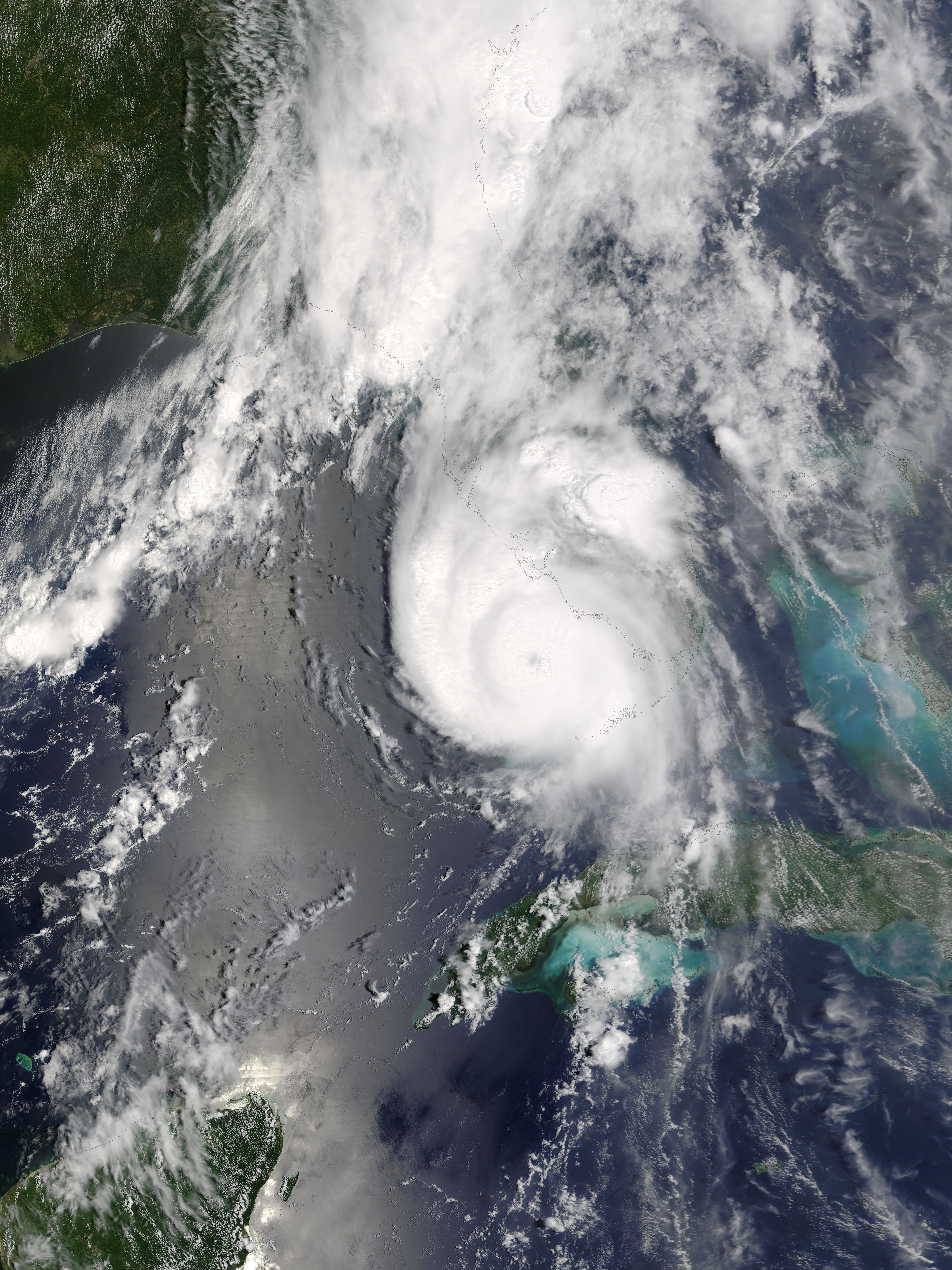
Ураган Чарли, прошедший над Флоридой 13 августа 2004